# Péter Palotás
Péter Palotás   (districte III de Budapest, 27 de juny de 1929 - Hegyvidék, 17 de maig de 1967), nascut Péter Poteleczky, fou un futbolista hongarès de la dècada de 1950.
Fou 24 cops internacional amb la selecció hongaresa amb la qual participà en la Copa del Món de Futbol de 1954. Formà part del llegendari equip hongarès que meravellà als anys 50.
Pel que fa a clubs, defensà els colors de MTK Hungaria FC.

## Palmarès
Hongria
- Medalla d'or als Jocs Olímpics de 1952
- Campionat d'Europa Central: 1953
- Finalista de la Copa del Món de Futbol: 1954

MTK Budapest FC
- Lliga hongaresa de futbol (3): 1951, 1953, 1958
- Copa hongaresa de futbol: 1952
- Copa Mitropa: 1955